# Harald Heide Steen Jr.
Harald Heide-Steen jr. (født 18. august 1939 i Oslo, død 3. juli 2008) var en norsk skuespiller, komiker og jazzsanger.
Han var kendt som "Dynamit-Harry" i de norske Olsenbanden-film. Han var også kendt som en improvisatorisk komiker, gerne i sammen med Rolv Wesenlund under navnet Wesensteen i slutningen af 1960'erne.

## Priser og udmærkelser
- Spellemannprisen 1978 i åben klasse (verbal) for Harald Heide-Steen jr.
- Leonardstatuetten 1984
- Leif Justers ærespris 1991
- Hæderprisen under Komiprisen 2005
- Kongens fortjenstmedalje i guld 2005
- Oslo bys kulturpris 2007

## Filmografi
- 2006 Wesensteen
- 2004 De utrolige
- 2003 Katteprinsen
- 2001 Atlantis - en forsvunnet verden
- 2001 Propp & Berta
- 2000 Dinosaur
- 2000 Hundehotellet
- 1999 Olsenbandens siste stikk
- 1998–2001 Karl & Co
- 1997 Mot i brøstet
- 1997 Og takk for det - Wesensteen
- 1995 Amalies jul
- 1994 Fredrikssons fabrikk - The movie
- 1994 Svaneprinsessen
- 1992 Gulasj med Harald Heide-Steen jr.
- 1990 Herman
- 1990 Til en ukjent
- 1989 Bryllupsfesten
- 1985 Deilig er fjorden!
- 1984 Men Olsenbanden var ikke død!
- 1983 Kamera går - Norsk filmproduksjon gjennom 75 år
- 1982 Olsenbandens aller siste kupp
- 1979 Olsenbanden og Dynamitt-Harry mot nye høyder
- 1978 Olsenbanden + Data-Harry sprenger verdensbanken
- 1977 Olsenbanden og Dynamitt-Harry på sporet
- 1976 Reisen til Julestjernen
- 1975 Flåklypa Grand Prix
- 1975 Tut og kjør
- 1974 Bør Børson jr.
- 1974 Knutsen & Ludvigsen
- 1973 Fem døgn i august
- 1973 Olsenbanden og Dynamitt-Harry går amok
- 1972 Olsenbanden tar gull
- 1971 Lucky Luke
- 1970 Balladen om mestertyven Ole Høiland
- 1970 Olsenbanden og Dynamitt-Harry
- 1968 Mannen som ikke kunne le
- 1967 Jungelboken
- 1951 Storfolk og småfolk